# Hiéroglyphe égyptien A26
Le hiéroglyphe égyptien A26 (homme debout conversant) est classifié dans la section A « L'Homme et ses occupations » de la liste de Gardiner ; il y est noté A26.

## Représentation
Il représente un homme debout, s'adressant à quelqu'un, bras droit tendu devant lui et le bras gauche pendant. Il est translittéré ˁš.

## Utilisation
C'est un déterminatif des termes liés à l'action d'appeler, d'invoquer.
| i | A26 |

| i | A26 |

| a · S | A2 |

| a · S | A2 |

| F21 | A26 |

| F21 | A26 |

## Exemples de mots
| n · i · s | A26 |

| n · i · s | A26 |

| Dw | w | i | A26 |

| Dw | w | i | A26 |

| I10 · S29 | w | A26 |

| I10 · S29 | w | A26 |